# Gratwich
Gratwich – wieś w Anglii, w hrabstwie Staffordshire, w dystrykcie East Staffordshire, w civil parish Kingstone. Leży 7 km od miasta Uttoxeter. W 1931 roku civil parish liczyła 58 mieszkańców. Gratwich jest wspomniana w Domesday Book (1086) jako Crotewiche.